# Chlorophytum pygmaeum
Chlorophytum pygmaeum là một loài thực vật có hoa trong họ Măng tây. Loài này được (Weim.) Kativu mô tả khoa học đầu tiên năm 1993.